# Motorised Submersible Canoe
Motorised Submersible Canoe (MSC, übersetzt motorisiertes tauchfähiges Kanu) ist die Bezeichnung für eine Serie offener, unter Wasser einsetzbarer Wasserfahrzeuge, die von der britischen Special Operations Executive (SOE) während des Zweiten Weltkriegs als Unterwasserfahrzeuge für Kampfschwimmer gebaut wurden, um geheime Aufklärungs- oder Sabotagemissionen gegen feindliche Schiffe durchzuführen.

## Entwicklungsgeschichte
Das Motorised Submersible Canoe wurde von Major Hugh Reeves entworfen. Er war beauftragt worden, ein Gerät für die Annäherung unter Wasser zu entwickeln, wobei er nicht an Vorgaben gebunden war. Basierend auf einer Idee von Oberstleutnant Herbert Hasler, der seinen Entwurf „Unterwassergleiter“ nannte, wurde das Fahrzeug bei Aston House entwickelt. Es erhielt den Spitznamen Sleeping Beauty (Schlafende Schönheit, Dornröschen), nachdem Reeves von einem vorbeikommenden Offizier darin schlafend aufgefunden worden war.
Ende 1943 wurde das MSC an das Assault Warfare Sub Committee (AWSC) überstellt und im Queen Mary Reservoir getestet. Als Vergleichsmodelle für das MSC dienten der bemannte Torpedo Chariot und das Kleinst-U-Boot Welman. Von den schnell herstellbaren, recht kleinen MSCs konnten bis zu fünfzehn im Torpedodepot eines größeren U-Bootes untergebracht werden. Im Wasser waren sie einfach zu bedienen und zu navigieren. Zudem konnte ein MSC von einem Flugzeug in der Nähe seines Ziels aus niedriger Höhe abgeworfen werden.
Nach dem Zweiten Weltkrieg wurde versucht, durch verschiedene technische Änderungen die Steuerbarkeit und sonstigen Einsatzbedingungen der MSCs zu verbessern. Dazu ist ein Geheimbericht zum Typ III (MK III.) des MSCs mit 16 Seiten vom 24. November 1954 bekannt, in welchem die Details der Versuche mit drei Exemplaren und Fotografien sowie etliche Verbesserungsvorschläge enthalten sind. Die Versuche wurden bei einer Minentaucherabteilung der Royal Navy bei Havant an der englischen Südküste durchgeführt.

## Technik

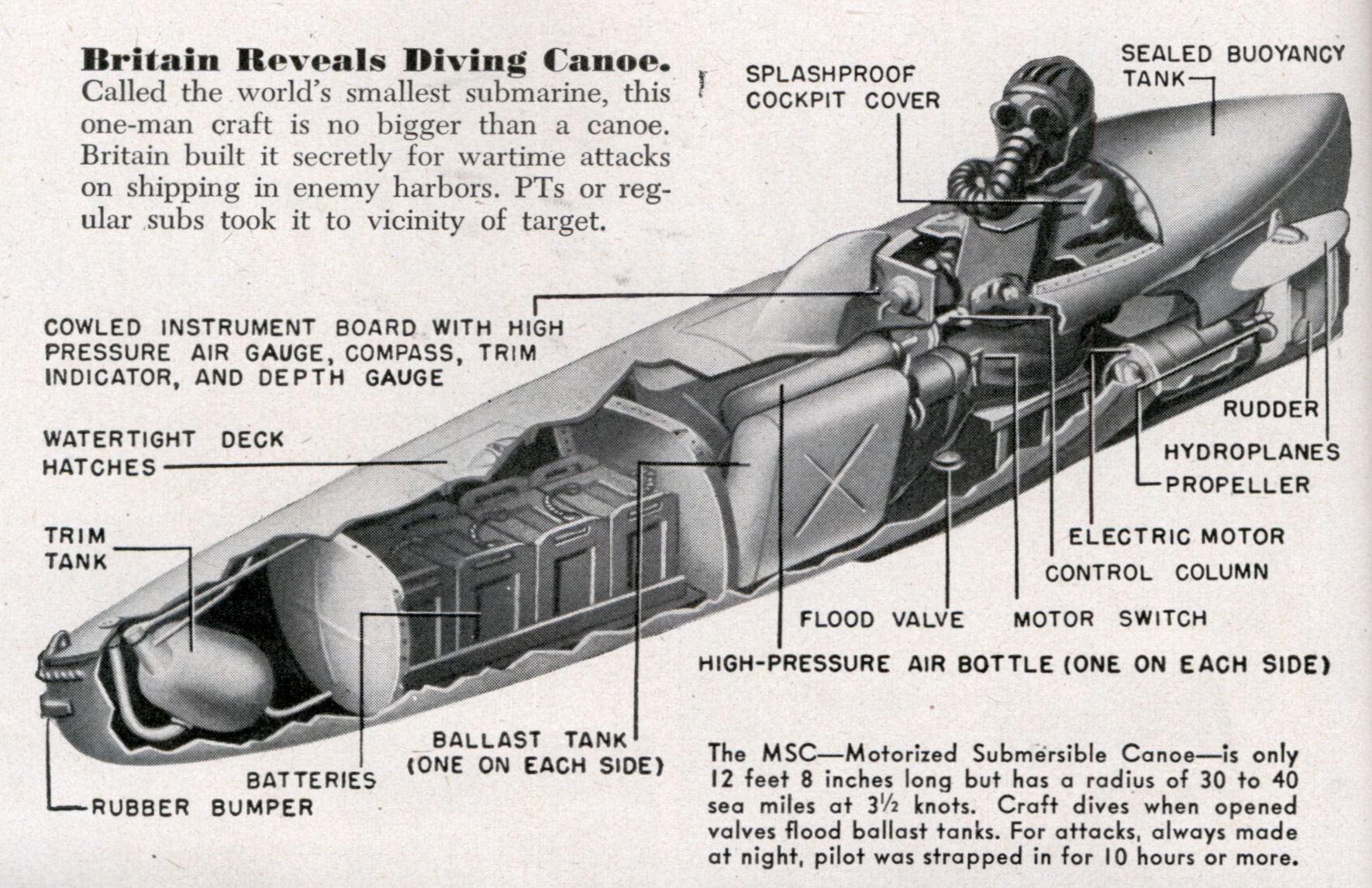
Schnittzeichnung des Motorised Submersible Canoe, aus Popular Science (1947)

Die Unterwasserfahrzeuge wurden aus Stahlblech mit Spanten gefertigt. Ein MSC war 3,86 Meter lang und 0,69 Meter breit. Angetrieben wurde es von einem 5 PS starken 24-Volt-Elektromotor, der von vier 6-Volt-Batterien gespeist wurde. Seine Höchstgeschwindigkeit betrug 8,1 Kilometer pro Stunde (4,4 Knoten). Der Einsatzradius bei einer Fahrgeschwindigkeit von 5,7 Kilometer pro Stunde (3,1 Knoten) betrug etwa 30 bis 40 Seemeilen (56 bis 74 Kilometer). Die maximale Tauchtiefe lag bei 15 Metern. Die Bewaffnung des MSCs bestand aus einer oder mehreren 1,6-kg-Sprengladungen.
Die vorderen und zentralen Trimmtanks im Rumpf konnten zum Tauchen geflutet oder zum Auftauchen mit Druckluft „ausgeblasen“ werden, wodurch das Wasser herausgedrückt wurde. Der Fahrer steuerte das Fahrzeug mit einem Steuerknüppel wie in einem Flugzeug, der auf Ruder für Seiten- und Tiefensteuerung wirkte. Er atmete dabei durch ein Kreislauftauchgerät von Siebe Gorman, Typ Salvus Mk II, oder einen Unterwasser-Schwimmatemapparat von Dunlop (UWSBA). Über Wasser konnte das MSC auch gepaddelt oder mit einem Mast und einem Segel bewegt werden. Es war anfangs nur für eine Person ausgelegt; jedoch gab es später Versuche, eine Zwei-Mann-Version herzustellen. Aufgrund des ursprünglich vagen Entwicklungsauftrags wurden unterschiedliche technische Lösungen erprobt.

## Einsätze

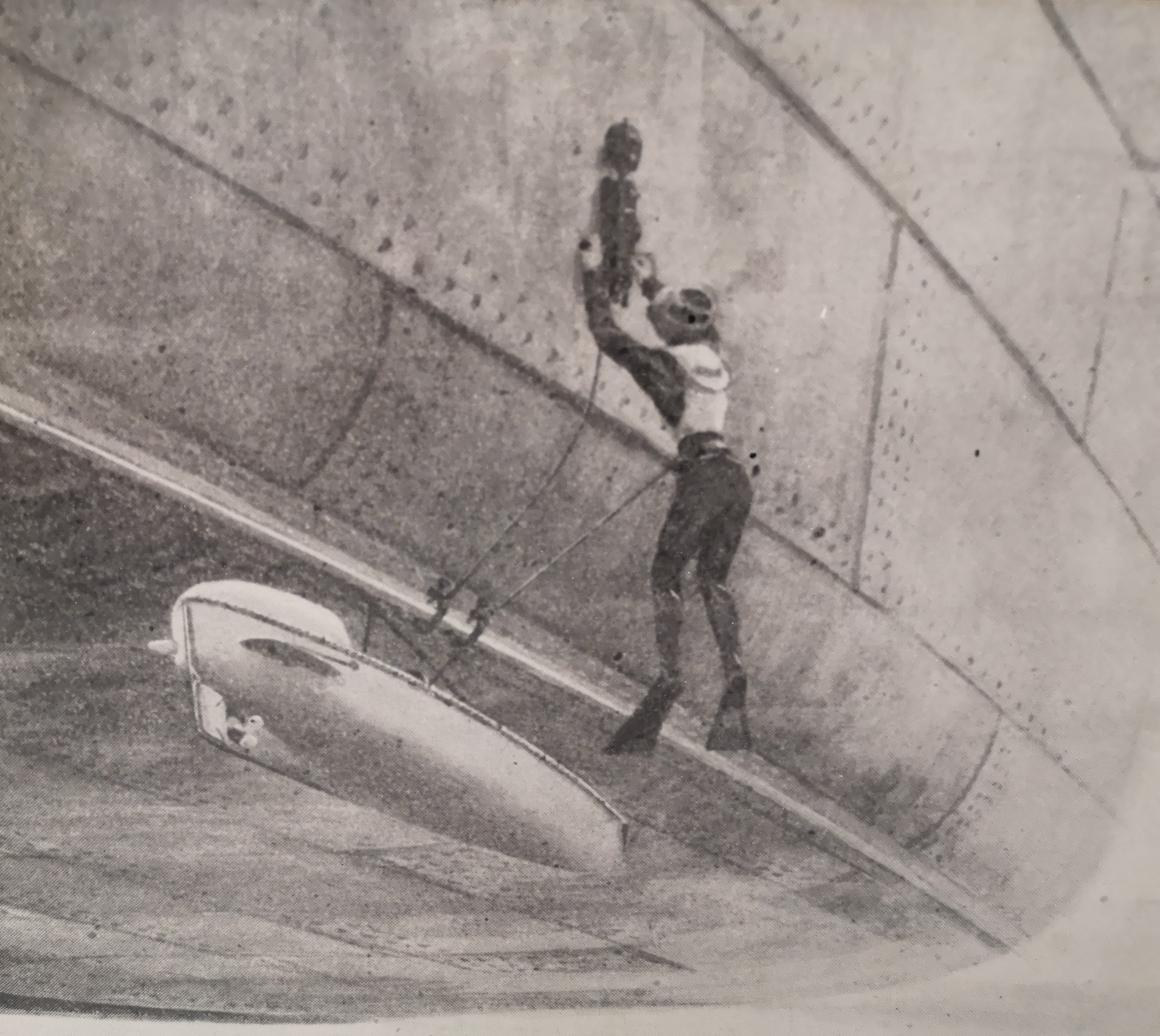
Aus einem MSC ausgestiegener Taucher beim Anbringen einer Sprengladung

Bei der Operation Rimau im September 1944, einem Überfall auf japanische Schiffe in Singapur durch Kommandos der Z Special Unit, einer multinationalen Spezialeinheit der Alliierten, sollten auch MSCs verwendet werden. Nachdem sie von einem Patrouillenboot entdeckt worden waren, wurden sie zusammen mit der Dschunke, in der sie transportiert wurden, versenkt.
Zwei MSCs sollen nach einem erfolglosen Angriff der Norwegian Independent Company No. 1 auf deutsche Schiffe vor Måløy von den deutschen Truppen erbeutet worden sein.

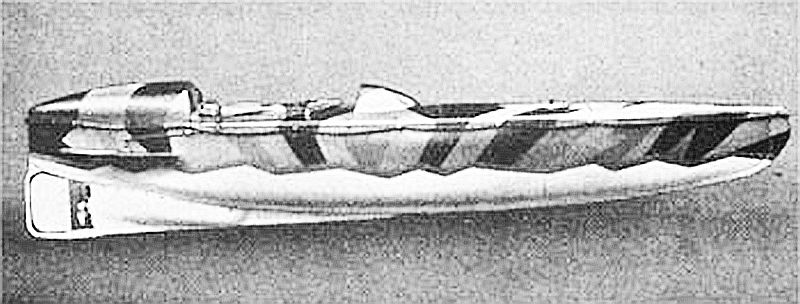
MSC mit Tarnanstrich bei der US-Navy

Im Sommer 1944 wurde das Motorised Submersible Canoe Nummer 72 an das US-amerikanische Büro für strategische Dienstleistungen (OSS), den Vorläufer der CIA, geliefert. Es wurde zu einem frühen Prototyp für das spätere SEAL Delivery Vehicle. Von Dezember 1944 bis August 1945 wurde es vor allem eingesetzt, um die Hafenverteidigung der Vereinigten Staaten zu evaluieren, Scheinangriffe auf Großschiffe durchzuführen und Unterwasserkommunikationsgeräte zu entwickeln.

## Ausstellung im Museum

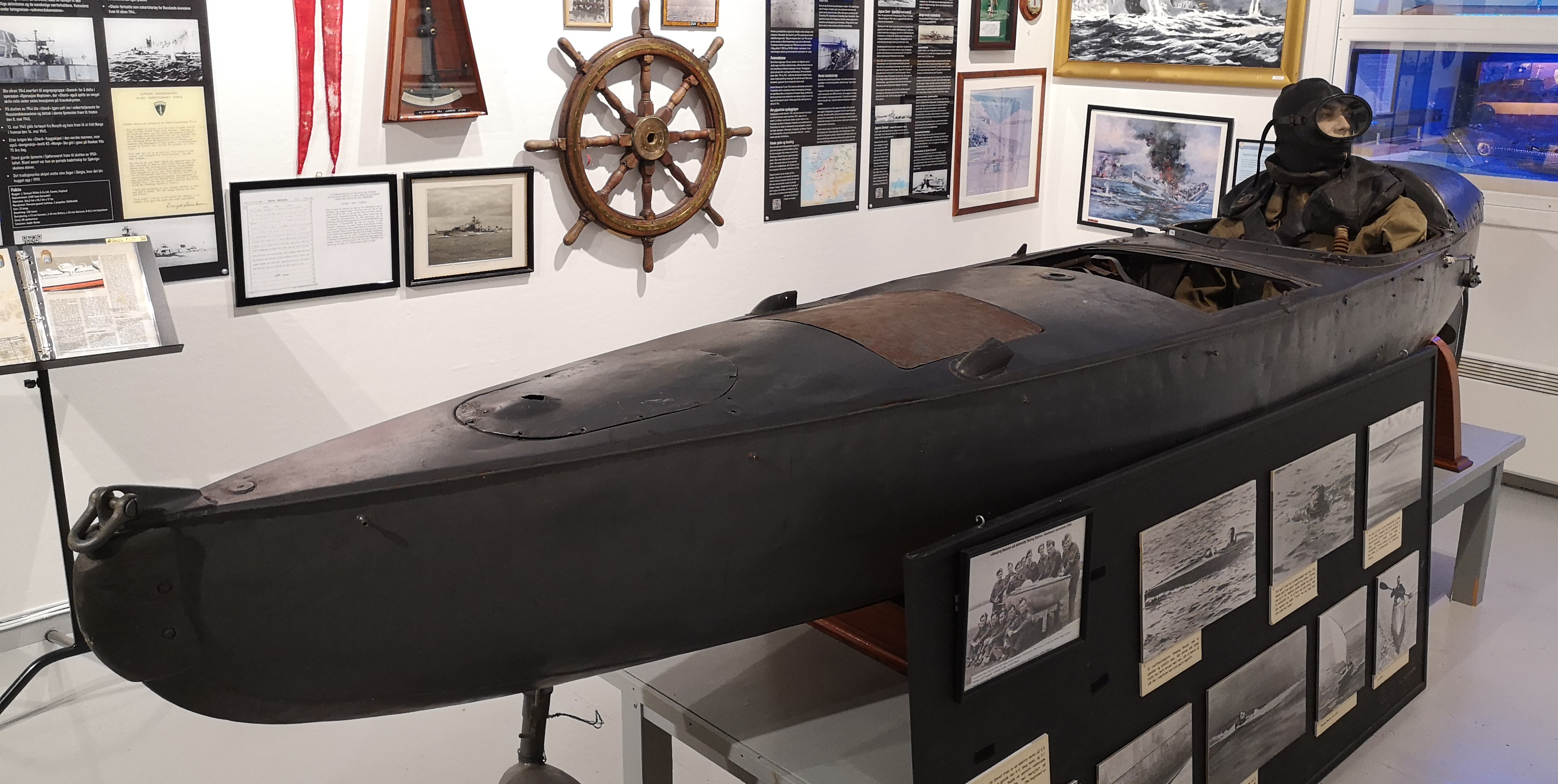
Motorised Submersible Canoe im Marinemuseum Horten

Das International Spy Museum (SPY) in Washington, D.C. zeigt in der Abteilung Covert Action (verdeckte Maßnahmen) seiner Dauerausstellung ein Exemplar des „Sleeping Beauty submersible“ von 1943.
Das 1944 an das OSS gelieferte Motorised Submersible Canoe Nummer 72 ist ebenfalls in einem Museum in den Vereinigten Staaten ausgestellt. Weitere motorisierte MSCs sind im Marinemuseet in Horten, Norwegen und im Army Museum of Western Australia ausgestellt: